# La Golosa
La Golosa es un despoblado español situado en el término municipal de Berninches (Guadalajara). Tan solo quedan en pie los restos de lo que fue la iglesia y algunos vestigios esparcidos alrededor.

## Historia
Fue una aldea fundada en la presura del siglo XII por la Orden de Calatrava, que ostentaba el señorío del alfoz de Zorita. La economía del pueblo se basaba en la agricultura de secano y en la ganadería.

La peste negra que asoló Europa desde 1347 fue acabando con la economía de la zona y con sus habitantes. Así en 1391 los vecinos de La Golosa acordaron la anexión de la aldea a la cercana Berninches y en 1392 abandonaron el poblado para emigrar a Alhóndiga. Para evitar la propagación de la peste, destruyeron las pocas casas de la aldea excepto la iglesia, que quedó en pie integrada posteriormente como ermita de Berninches.